# José Manuel Pareja
José Manuel Pareja Septién (Lima, 8 febbraio 1813 – Valparaíso, 28 novembre 1865) è stato un marinaio e militare spagnolo. Comandò la flotta spagnola nella guerra ispano-sudamericana fino alla sua morte, avvenuta per suicidio.

## Biografia
Figlio di Antonio Pareja, ufficiale d'alto grado della Armada Española, e di Josefa Septién, José Manuel Pareja nacque a Lima l'8 febbraio 1813; pochi mesi dopo la sua nascita il padre, nominato comandante delle forze spagnole in Cile, trovò la morte durante la campagna militare contro gli insorti nel corso della guerra d'indipendenza cilena. Dopo essersi trasferito con la madre a Cadice, José Manuel si arruolò a 14 anni nella marina, compiendo un viaggio di due anni a bordo di alcune navi da guerra che lo portarono fino alle Filippine.
Durante la prima guerra carlista si schierò contro le forze ribelli, subendo un naufragio al largo di Ferrol, dal quale si salvò nel 1834 raggiungendo la costa a nuoto; due anni dopo, al comando della lancia Valdés, riuscì a rifornire ripetutamente la guarnigione di Getaria, assediata dall'artiglieria carlista. Nelle seguenti fasi belliche fu protagonista di numerose azioni che gli fruttarono riconoscimenti e promozioni. In seguito effettuò diverse missioni a Cuba, in Italia e in Francia.
Dopo aver svolto importanti incarichi in ambito amministrativo, assurto al grado di generale fu nominato il 1º marzo 1864 ministro della Marina all'interno del governo presieduto da Alejandro Mon Menéndez; dopo essere stato nominato senatore, il 16 settembre dello stesso anno si dimise dall'incarico. Il 22 ottobre fu però nominato comandante della flotta spagnola nel Pacifico, che aveva appena occupato le isole Chincha, al largo delle coste peruviane, durante le fasi che precedettero la guerra ispano-sudamericana. Pareja viaggiò in incognito attraverso l'Inghilterra fino a raggiungere le navi alla fonda al largo del Callao; preso possesso del comando, si insediò a bordo della fregata Villa de Madrid.
Il 24 dicembre iniziò una serie di trattative con emissari peruviani che portarono alla firma, il 27 gennaio 1865, del trattato Vivanco-Pareja, per mezzo del quale la Spagna si impegnava a restituire le isole occupate al Perù in cambio del pagamento di una serie di indennizzi richiesti; non era contemplato nell'accordo il riconoscimento dell'indipendenza peruviana. Il trattato non fu però ratificato dal Congresso di Lima e la sua approvazione per decreto da parte del presidente Juan Antonio Pezet provocò una sollevazione militare che portò in breve alla destituzione dello stesso Pezet.
L'atteggiamento tenuto nella crisi dal governo cileno, che aveva vietato di rifornire le navi dei paesi belligeranti, aveva nel frattempo ridestato i sentimenti di profonda avversione che Pareja nutriva nei confronti del Paese sudamericano, dovuti forse alle circostanze della morte del padre. L'ammiraglio fece pressione sul governo di Ramón María Narváez per ottenere la sostituzione del rappresentante spagnolo a Santiago, il conciliante Salvador de Tavira, e assumerne l'incarico. Il suo ultimatum al governo del Cile contenente la richiesta di un ingente indennizzo per i danni arrecati alla flotta spagnola provocò il 24 settembre 1865 la dichiarazione di guerra da parte di quest'ultimo.
Pareja dispose subito il blocco navale dei porti cileni; l'impossibilità di portare a termine il compito con sole 8 imbarcazioni lo indusse presto però a limitare la misura ai principali scali del Paese. Nel corso di una riunione con i suoi alti ufficiali dispose di assegnare alla goletta Covadonga il compito rischioso di trasmettere i suoi ordini alle altre navi; il 26 novembre 1865 la goletta fu catturata dalla corvetta cilena Esmeralda, comandata da Juan Williams Rebolledo. Due giorni dopo, venuto a sapere l'accaduto dal console statunitense, José Manuel Pareja si suicidò a bordo della nave Villa de Madrid, ancorata nei pressi di Valparaíso, lasciando disposizione di non essere sepolto in acque cilene.